# Флоріан Вірц
Флоріан Вірц (нім. Florian Richard Wirtz, нар. 3 травня 2003, Пульгайм, Німеччина) — німецький футболіст, півзахисник «Ліверпуля».

## Клубна кар'єра

### «Кельн»
Першою командою Вірца став клуб його рідного міста Пульгайм — «Грюн-Вайс Браувайлер». У 2010 році він перейшов до академії «Кельне», де провів дев'ять з половиною років. За цей час Флоріан зумів виграти з командою U-17 юніорську Бундеслігу в сезоні 2018/2019. В першій половині чемпіонату Віртц грав мало, але в другій став важливим гравцем команди, провівши 11 матчів та забивши 3 голи.

### «Баєр»
В січні 2020 року Віртц перейшов до «Баєра». В травні того ж року головний тренер Фармацевтів Петер Бош викликав Флоріана до першої команди замість травмованого Ларса Бендера на матч Бундесліги проти «Вердера». В тій же грі Флоріан Віртц вийшов в стартовому складі. На момент дебюту в Бундеслізі Віртц виповнилось 17 років і 15 днів, що зробило його третім наймолодшим дебютантом в історії чемпіонату. Перший м'яч в еліті німецького футболу провів 6 червня 2020 року у домашній грі проти мюнхенської «Баварії» (2:4).

### «Ліверпуль»
20 червня 2025 року Флоріан перейшов до англійського клубу «Ліверпуль» за 125 млн євро (116 млн фунтів). Він став найдорожчим трансфером в історії Бундесліги (побивши рекорд Усмана Дембеле). Його трансфер став рекордним для «Ліверпуля», перевершивши перехід Дарвіна Нуньєса з «Бенфіки», а також потенційним рекордом Великої Британії, якщо будуть активовані додаткові бонуси.

## Кар'єра в збірній
Віртц викликався до юнацьких збірних Німеччини з 2018 року, коли він вперше зіграв у свій день народження за Німеччину U-15 проти Нідерландів.
2020 дебютував у складі молодіжної збірної Німеччини.
У березні 2021 викликався до лав національної збірної Німеччини, але у її складі тоді так і не дебютував. Першу гру за головну німецьку збірну провів 2 вересня того ж року у відбірному матчі до ЧС-2022 проти збірної Ліхтенштейну (2:0). На момент дебюту гравцю виповнилося 18 років і три місяці.
23 березня 2024 року у товариському матчі проти Франції (2:0) він забив свій дебютний гол за збірну, який став найшвидшим в історії збірної Німеччини, коли він відзначився на 7 секунді гри.
У травні 2024 року тренер Юліан Нагельсманн включив Віртца до складу збірної на домашній чемпіонат Європи. У грі-відкритті проти Шотландії (5:1) він забив дебютний гол на турнірі, відкривши рахунок на 10-й хвилині дальнім ударом після передачі Йозуа Кімміха, ставши у віці 21 рік та 42 дні наймолодшим бомбардиром збірної Німеччини в історії чемпіонатів Європи.

## Особисте життя
У Віртца є дві сестри. Старша, Юліана, є гравцем жіночої команди «Баєр 04», а також юнацької збірної, за яку вона дебютувала також у 2018 році.

## Статистика виступів
Станом на 11 липня 2023
| Сезон               | Команда             | Чемпіонат           | Чемпіонат | Чемпіонат | Національний кубок | Національний кубок | Національний кубок | Континентальні кубки | Континентальні кубки | Континентальні кубки | Інші змагання | Інші змагання | Інші змагання | Усього | Усього |
| Сезон               | Команда             | Ліга                | Ігор      | Голів     | Ліга               | Ігор               | Голів              | Ліга                 | Ігор                 | Голів                | Ліга          | Ігор          | Голів         | Ігор   | Голів  |
| ------------------- | ------------------- | ------------------- | --------- | --------- | ------------------ | ------------------ | ------------------ | -------------------- | -------------------- | -------------------- | ------------- | ------------- | ------------- | ------ | ------ |
| 2019–20             | «Баєр 04»           | БЛ                  | 7         | 1         | КН                 | 1                  | 0                  | ЛЄ                   | 1                    | 0                    | -             | -             | -             | 36     | 13     |
| 2020–21             | «Баєр 04»           | БЛ                  | 29        | 5         | КН                 | 2                  | 1                  | ЛЄ                   | 7                    | 2                    | -             | -             | -             | 31     | 24     |
| 2021–22             | «Баєр 04»           | БЛ                  | 24        | 7         | КН                 | 1                  | 0                  | ЛЄ                   | 6                    | 3                    | -             | -             | -             | 20     | 4      |
| 2022–23             | «Баєр 04»           | БЛ                  | 17        | 1         | КН                 | 0                  | 0                  | ЛЄ                   | 8                    | 3                    |               |               |               |        |        |
| Усього за «Баєр 04» | Усього за «Баєр 04» | Усього за «Баєр 04» | 77        | 14        |                    | 4                  | 1                  |                      | 22                   | 8                    |               | -             | -             | 103    | 23     |

## Титули та досягнення
- Чемпіон Німеччини (1):

«Баєр 04»: 2023–24
- Володар Кубка Німеччини (1):

«Баєр 04»: 2023–24
- Володар Суперкубка Німеччини (1):

«Баєр 04»: 2024
- Чемпіон Європи (U-21): 2021